# 克雷希夫卡河
克雷希夫卡河（烏克蘭語：Крехівка），是烏克蘭的河流，位於該國西部，屬於斯維恰河的左支流，發源自瑟希夫以西，流經利沃夫州，河道全長23公里，流域面積75平方公里，支流有馬赫利內茨河。